# Antonio Francesco Bellinzani
Antonio Francesco Bellinzani (Ferrara, 1714 ca. – Pesaro, 11 dicembre 1783) è stato un compositore italiano.

## Biografia
Nacque a Ferrara nel 1714. Presi gli ordini sacri, seguì le orme dello zio Paolo Benedetto Bellinzani, e si stabilì nelle Marche, dove fu organista e maestro di cappella in varie chiese cattedrali e collegiate.

Dal 1730 al 1734 fu organista del duomo di Urbino. Assunse poi la carica di maestro di cappella nel duomo di Pesaro, dove risulta attivo nel 1736. Per breve tempo, dal 1738 al 1739, fu maestro di cappella della collegiata di S. Urbano ad Apiro, ma dal 1740 ritornò a Pesaro per riprendere la stessa carica nel duomo, svolgendo anche il ruolo di organista e, all'occorrenza, di direttore dell'orchestra durante le funzioni.
Tuttavia lasciò Pesaro, dove aveva dovuto affrontare non pochi problemi nell'organizzazione della musica nel duomo, testimoniati nelle lettere che nel 1743 scrisse ai celebri maestri di cappella bolognesi Giacomo Antonio Perti e Giovanni Battista Martini per averne un autorevole parere. Nel 1747 si trasferì a Spello come maestro di cappella e organista della collegiata di Santa Maria Maggiore. 

Nel 1749, grazie alla buona reputazione guadagnatasi come maestro di cappella, fu aggregato all'Accademia Filarmonica di Bologna.

Bellinzani non interruppe i rapporti con la cattedrale di Pesaro, essendo diventato canonico di questa chiesa. Nel 1754 ricevette un compenso per ricoprire temporaneamente la carica di maestro di cappella durante l'assenza del titolare Giuseppe Avossa. Nell'ottobre 1755 accettò la stessa carica nel duomo di Urbino. Dopo tre anni, però, ritornò a Pesaro per riprendere l'incarico di maestro di cappella della cattedrale, conservandolo fino al 1767.

Morì a Pesaro l'11 dicembre 1783.

## Opere

### Oratori e cantate sacre
- La morte di Pardino Malatesti, figlio unico della B. Michelina cittadina, e protettrice di Pesaro, cantata a due voci fatta in onore della medesima, E presentata all'eminentissimo signor Cardinale Fabio Olivieri nel di lui ritorno alla patria l'autunno del 1736. Dall'abate D. Antonio Bellinzani maestro di cappella della medesima città. Poesia del sig. avvocato Giambattista Passeri pesarese, Pesaro, N. Gavelli, 1736
- La morte di Pardino Malatesti figlio della B. Michelina cittadina, e protettrice di Pesaro oratorio cantato nel solenne triduo, celebrato dal Pubblico di detta città l'anno 1737. dopo la solenne beatificazione di lei, e dedicato all'e.mo, e r.mo principe il signor cardinale Annibale Abani camerlengo di S. chiesa, e protettore della città medesima, Pesaro, N. Gavelli, 1737
- La gara delle virtù nella morte del gran taumaturgo S. Vincenzo Ferreri dell'Ordine de' Predicatori. Oratorio sacro da cantarsi nella chiesa de' RR. PP. di S. Domenico di Pesaro in occasione della sua festa l'anno 1741, Pesaro, N. Gavelli, 1741
- Sacro oratorio da cantarsi nella chiesa de' RR. PP. di S. Domenico d'Urbino l'anno 1742. ad onore del glorioso apostolo delle Spagne s. Vincenzo Ferreri protettore della sudd. città in occorrenza della di lui festa, Pesaro, N. Gavelli, 1741
- Gioas manifestato azione sacra da cantarsi nella chiesa cattedrale di S. Angelo in Vado in occasione, che i M. RR. PP. Cappuccini solennizzano l'ottavario de' novelli santi Fedele da Simaringa e Giuseppe da Leonessa, dedicata a sua eccellenza il principe D. Orazio Albani, Pesaro, N. Gavelli, 1747 (poesia di Ottavio Turchi - in Arcadia Irmido Croniano - rieseguito nel 1749 a Foligno «nella chiesa di S. Francesco de' pp. minori conventuali in occasione della festa della b. Angela da Foligno»)
- Il serpente di bronzo esaltato da Mosè nel deserto per la solenne esposizione del SS. Sagramento nel venerabile oratorio del Buon Gesù di Foligno. Cantata a due voci, Foligno, P. Campana, 1749

### Cantate
- La nascita d'Achille componimento drammatico in occasione che la serenissima Maria Teresa principessa ereditaria di Modena diede alla luce il suo primo figliuolo; fatto cantare in Pesaro la sera dei 14 gennaio 1753 dalla marchesa donna Maria Bolognini Paolucci, e dalla medesima offerto a S.A.S. la principessa Amalia d'Este, poesia di Giovan Battista Passeri, Pesaro, N. Gavelli, 1755

### Musica sacra
Manoscritti nell'Archivio del duomo di Pesaro si conservano:
- Salmi (Dixit, Laudate pueri, Laetatus sum...)
- Magnificat
- Inni (Tantum Ergo...)
- Antifone
- Messa da Requiem
- Responsori
- Sequenze
- Offertori
- mottetti